# Västiranska språk
Västiranska språk är en gren av de iranska språken, som är belagda från tiden för fornpersiska (500-talet f.Kr.) och mediskan.
Den traditionella nordvästliga grenen är en konvention för icke-sydvästliga språk, snarare än en genetisk grupp.

## Språkträd
Försök har gjorts att dela in de iranska språken i ett språkträd. Lingvister är dock inte genomgående överens om hur språken ska delas in. Vidare råder delade meningar om vissa språk är ett eget språk eller en dialekt av ett annat språk. Ett exempel för ett föreslaget språkträd är det som presenteras av Ethnologue och som presenteras nedan: 
- Västiranska språk[3]
  - Nordvästiranska språk[3]
    - Balochi[4]
      - Balochi, Östra[5]
      - Balochi, Södra[5]
      - Balochi, Västra[5]
      - Bashkardi[5]
      - Koroshi[5]

    - Kaspiska språk[4]
      - Gilaki[6]
      - Mazandarani[6]
      - Shahmirzadi[6]

    - Centraliranska språk[4]
      - Ashtiani[7]
      - Dari, Zoroastrian[7]
      - Gazi[7]
      - Khunsari[7]
      - Natanzi[7]
      - Nayini[7]
      - Parsi-Dari[7]
      - Sivandi[7]
      - Soi[7]
      - Vafsi[7]

    - Kurdiska[4]
      - Centralkurdiska[8]
      - Nordkurdiska[8]
      - Sydkurdiska[8] 
      - Laki[8]

    - Ormuri-Parachi[4]
      - Ormuri[9]
      - Parachi[9]

    - Semnani[4]
      - Lasgerdi[10]
      - Sangisari[10]
      - Semnani[10]
      - Sorkhei[10]

    - Talysh[4]
      - Alviri-Vidari[11]
      - Eshtehardi[11]
      - Gozarkhani[11]
      - Harzani[11]
      - Kabatei[11]
      - Kajali[11]
      - Karingani[11]
      - Kho’ini[11]
      - Koresh-e Rostam[11]
      - Maraghei[11]
      - Razajerdi[11]
      - Rudbari[11]
      - Takestani[11]
      - Talysh[11]
      - Taromi, Övre[11]

    - Oklassifierade[4]
      - Dezfuli[12]

    - Zaza-Gorani[4]
      - Bajelani[13]
      - Gurani[13]
      - Kakayi[13]
      - Shabak[13]
      - Zazaki, norra[13]
      - Zazaki, södra[13]

  - Sydvästiranska språk[3]
    - Farsi[14]
      - Farsi, Sydvästra[15]
      - Lari[15]

    - Luriska[14]
      - Bakhtiâri[16]
      - Kumzari[16]
      - Luriska, norra[16]
      - Luriska, södra[16]

    - Persiska[14]
      - Aimaq[17]
      - Bukharic[17]
      - Dari[17]
      - Dehwari[17]
      - Hazaragi[17]
      - Judeo-persiska[17]
      - Pahlavani[17]
      - Iransk persiska[17]
      - Tadzjikiska[17]

    - Tat[14]
      - Judeo-Tat[18]
      - Muslimsk tat[18]